# Edo Nicora
Edo Nicora (Busto Arsizio, 29 marzo 1933) è un ex calciatore italiano, di ruolo Centromediano.

## Carriera
Ha esordito in Serie A con la squadra della sua città Busto Arsizio, a Bergamo il 25 maggio 1952 nella partita Atalanta-Pro Patria (1-1), ha giocato ancora due stagioni, una in Serie B ed una in Serie A con la Pro Patria, poi è stato ceduto alla Solbiatese.